# Unterseeboot type IX
 (août 2024).

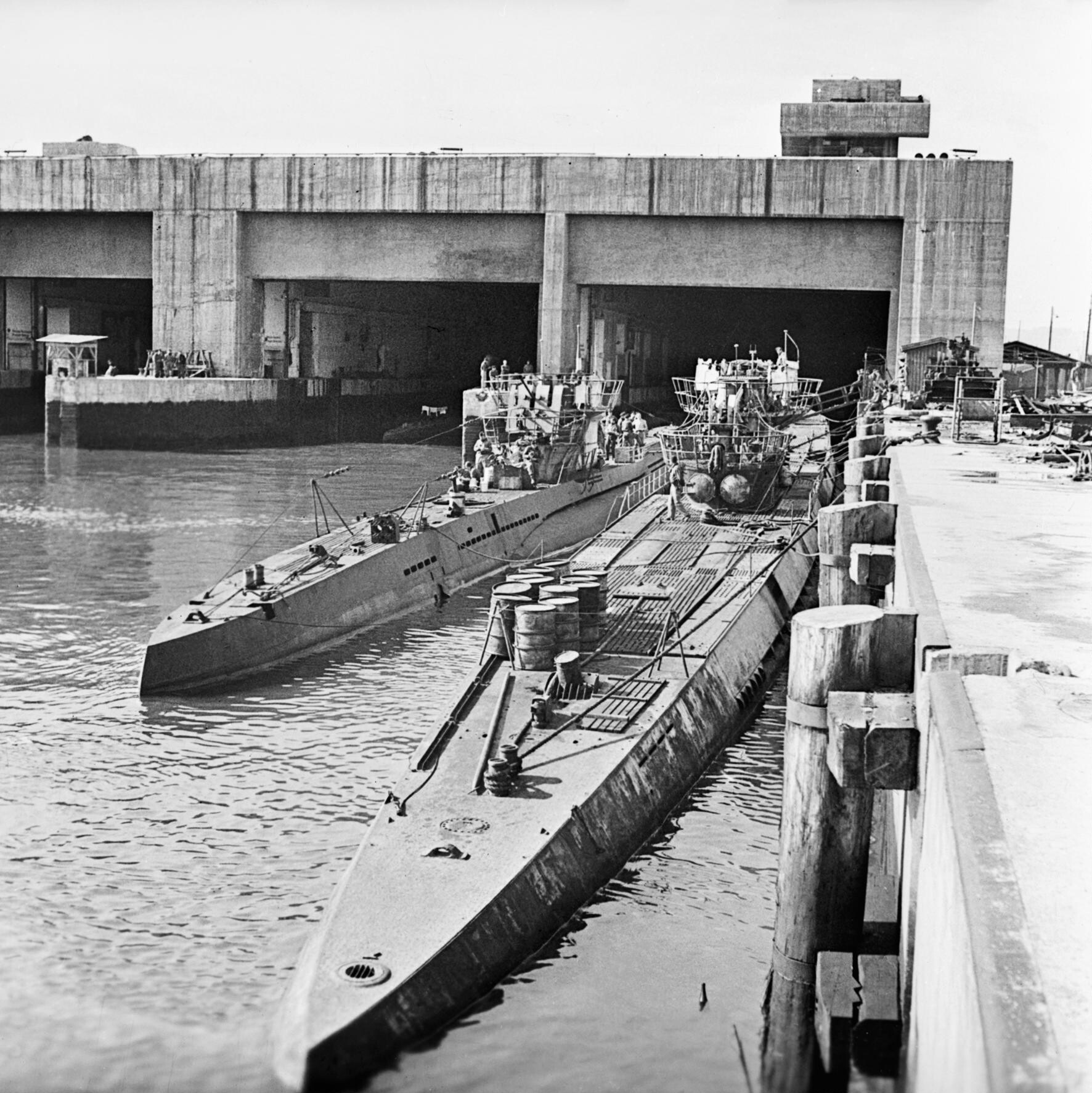
Un Type VII et un Type IX côte à côte au parc à U-Boot de Trondheim en mai 1945

Le Unterseeboot type IX ou U-Boot type IX était un type de sous-marin allemand de la Seconde Guerre mondiale. Ils étaient conçus spécialement pour opérer dans un très grand rayon d'action. Les types IX ont été déclinés en différentes classes : IX, IXB, IXC, IXC/40 et IXD.

## Type IX
Conçu dans les années 1935-1936 comme U-Boot à long rayon d'action, les types IX étaient des dérivées des types IA. Leur profondeur opérationnelle optimale était de 100 mètres, la profondeur de plongée maximale (immersion d'écrasement) étant de 200 mètres mais beaucoup sont descendus plus profond. Ils étaient équipés de trois périscopes (un dans le poste central et deux dans le massif). 8 navires de type IX ont été mis en service : U-37, U-38, U-39, U-40, U-41, U-42, U-43 et U-44.
| Bateaux     | Nbr | Chantier naval  | N° fabrique | Construction |
| ----------- | --- | --------------- | ----------- | ------------ |
| U-37 à U-44 | 8   | AG Weser, Brême | 942 à 949   | 1936 - 1939  |

## Type IX classe B
Pour les articles homonymes, voir IXB.
La classe B (ou IXB) était une amélioration du type IX avec un rayon d'action augmenté de 1 500 nautiques et un poids légèrement augmenté. Cette classe fut la plus efficace et la plus victorieuse avec une moyenne d'environ 100 000 tonnes coulées pour chaque bateau, l'importante puissance de feu (22 torpilles) permettant de traquer un convoi nuit après nuit. 14 navires de type IX de classe B ont été mis en service :
U-64, U-65, U-103, U-104, U-105, U-106, U-107, U-108, U-109, U-110, U-111, U-122, U-123 et U-124.
| Bateaux       | Nbr | Chantier naval  | N° fabrique | Construction |
| ------------- | --- | --------------- | ----------- | ------------ |
| U-64 à U-65   | 2   | AG Weser, Brême | 952 à 953   | 1937 - 1940  |
| U-103 à U-110 | 8   | AG Weser, Brême | 966 à 973   | 1938 - 1940  |
| U-111         | 1   | AG Weser, Brême | 976         | 1939 - 1940  |
| U-122 à U-124 | 3   | AG Weser, Brême | 954 à 956   | 1937 - 1940  |

Les plus connus de ces U-Boote sont l'U-123, qui participa à l'Opération Drumbeat et l'U-107, qui fut l'un des U-Boot les plus victorieux de la Seconde Guerre mondiale.

## Type IX classe C
Pour les articles homonymes, voir IXC.
Évolution de la classe B, la classe C (ou IXC) avait une capacité supplémentaire de 43 tonnes de carburant qui permettait une augmentation du rayon d'action (1 450 nautiques en plus en surface à 10 nœuds). On peut noter la disparition du périscope de la salle de contrôle. En mouilleurs de mines, ils pouvaient emporter 44 mines TMA ou 66 mines TMB, mais beaucoup n'ont pas été adaptés pour cela (U-162 » U-170 et U-505 » U-550 - 35 bateaux non adaptés). Une légère amélioration de cette classe fut la classe C/40. 57 navires de type IX de classe C ont été mis en service :
U-66, U-67, U-68, U-125, U-126, U-127, U-128, U-129, U-130, U-131, U-153, U-154, U-155, U-156, U-157, U-158, U-159, U-160, U-161, U-162, U-163, U-164, U-165, U-166, U-171, U-172, U-173, U-174, U-175, U-176, U-501, U-502, U-503, U-504, U-505, U-506, U-507, U-508, U-509, U-510, U-511, U-512, U-513, U-514, U-515, U-516, U-517, U-518, U-519, U-520, U-521, U-522, U-523 et U-524. 
| Bateaux       | Nbr | Chantier naval              | N° fabrique | Construction |
| ------------- | --- | --------------------------- | ----------- | ------------ |
| U-66 à U-68   | 3   | AG Weser, Brême             | 985 à 987   | 1939 - 1941  |
| U-125 à U-131 | 7   | AG Weser, Brême             | 988 à 994   | 1939 - 1941  |
| U-153 à U-158 | 6   | AG Weser, Brême             | 995 à 1000  | 1939 - 1941  |
| U-159 à U-160 | 2   | AG Weser, Brême             | 1009 à 1010 | 1939 - 1941  |
| U-161 à U-166 | 6   | Seebeck, Brême              | 700 à 705   | 1939 - 1942  |
| U-171 à U-176 | 6   | AG Weser, Brême             | 1011 à 1016 | 1939 - 1941  |
| U-501 à U-506 | 6   | Deutsche Werft AG, Hambourg | 291 à 296   | 1939 - 1941  |
| U-507 à U-518 | 12  | Deutsche Werft AG, Hambourg | 303 à 314   | 1939 - 1942  |
| U-519 à U-524 | 6   | Deutsche Werft AG, Hambourg | 334 à 339   | 1940 - 1942  |

Dans les bateaux célèbres de cette classe, on peut citer l'U-505 qui a été capturé puis remorqué jusqu'aux États-Unis (il se trouve maintenant au Museum of Science and Industry de Chicago) et l'U-166 qui fut le seul U-Boot coulé dans le Golfe du Mexique.

## Type IX classe C/40
La classe C/40 était une légère modification de la classe C. Les bateaux avaient un rayon d'action et une vitesse en surface légèrement plus grande. Ils étaient également un peu plus lourds avec 1 545 tonnes chargés au maximum et immergés. 87 navires de type IX de classe C/40 ont été mis en service :
U-167, U-168, U-169, U-170, U-183, U-184, U-185, U-186, U-187, U-188, U-189, U-190, U-191, U-192, U-193, U-194, U-525, U-526, U-527, U-528, U-529, U-530, U-531, U-532, U-533, U-534, U-535, U-536, U-537, U-538, U-539, U-540, U-541, U-542, U-543, U-544, U-545, U-546, U-547, U-548, U-549, U-550, U-801, U-802, U-803, U-804, U-805, U-806, U-841, U-842, U-843, U-844, U-845, U-846, U-853, U-854, U-855, U-856, U-857, U-858, U-865, U-866, U-867, U-868, U-869, U-870, U-877, U-878, U-879, U-880, U-881, U-889, U-1221, U-1222, U-1223, U-1224, U-1225, U-1226, U-1227, U-1228, U-1229, U-1230, U-1231, U-1232, U-1233, U-1234 et U-1235.
| Bateaux         | Nbr | Chantier naval              | N° fabrique | Construction |
| --------------- | --- | --------------------------- | ----------- | ------------ |
| U-167 à U-170   | 4   | Seebeck, Brême              | 706 - 709   | 1940 - 1943  |
| U-183 à U-188   | 6   | AG Weser, Brême             | 1023 - 1028 | 1940 - 1942  |
| U-189 à U-194   | 6   | AG Weser, Brême             | 1035 - 1040 | 1940 - 1943  |
| U-525 à U-532   | 8   | Deutsche Werft AG, Hambourg | 340 - 347   | 1940 - 1942  |
| U-533 à U-538   | 6   | Deutsche Werft AG, Hambourg | 351 - 356   | 1941 - 1943  |
| U-539 à U-550   | 12  | Deutsche Werft AG, Hambourg | 360 - 371   | 1941 - 1943  |
| U-801 à U-806   | 6   | Seebeck, Brême              | 359 - 364   | 1940 - 1944  |
| U-841 à U-846   | 6   | AG Weser, Brême             | 1047 - 1052 | 1941 - 1943  |
| U-853 à U-858   | 6   | AG Weser, Brême             | 1059 - 1064 | 1941 - 1943  |
| U-865 à U-870   | 6   | AG Weser, Brême             | 1073 - 1078 | 1941 - 1944  |
| U-877 à U-881   | 5   | AG Weser, Brême             | 1085 - 1089 | 1942 - 1944  |
| U-889           | 1   | AG Weser, Brême             | 1097        | 1942 - 1944  |
| U-1221 à U-1235 | 15  | Deutsche Werft AG, Hambourg | 384 - 398   | 1941 - 1944  |

## Type IX classe D
Pour les articles homonymes, voir IXD.
Conçu dans les années 1939-1940, la classe D (ou IXD) a porté plusieurs dénominations : D, D/41 ou encore D1 et D2. Les différences entre D1 et D2 portant principalement sur la puissance du moteur et sur la position de celui-ci (modifiée du fait de pannes au démarrage des D1). Se note principalement, par comparaison avec la classe C/40, l'alourdissement d'environ 500 tonnes, l'allongement d'un peu plus de 10 mètres et l'augmentation du nombre de torpilles embarquées passant de 22 à 24 unités. Entre 1943 et 1944, les tubes lance-torpille de certains D1 (U-180 et U-195) sont retirés pour les convertir en espaces de transport et ainsi transformés, ils pouvaient emporter jusqu'à 252 tonnes de fret.
30 navires de type IX de classe D ont été mis en service :
U-177, U-178, U-179, U-180, U-181, U-182, U-195, U-196, U-197, U-198, U-199, U-200, U-847, U-848, U-849, U-850, U-851, U-852, U-859, U-860, U-861, U-862, U-863, U-864, U-871, U-872, U-873, U-874, U-875 et U-876.
| Bateaux       | Nbr | Chantier naval  | N° fabrique | Construction |
| ------------- | --- | --------------- | ----------- | ------------ |
| U-177 à U-182 | 6   | AG Weser, Brême | 1017 à 1022 | 1940 - 1942  |
| U-195 à U-200 | 6   | AG Weser, Brême | 1041 à 1046 | 1940 - 1942  |
| U-847 à U-852 | 6   | AG Weser, Brême | 1053 à 1058 | 1941 - 1943  |
| U-859 à U-864 | 6   | AG Weser, Brême | 1065 à 1070 | 1941 - 1943  |
| U-871 à U-876 | 6   | AG Weser, Brême | 1079 à 1084 | 1941 - 1944  |

Plusieurs U-boot de classe D/42 (amélioration au niveau du moteur de la classe D, celui-ci passant de 4 400 à 5 400 ch) furent commandés au chantier naval AG Weser de Brême mais un seul fut mis en service, l'U-883 (détruit lors de l'Opération Deadlight). Un autre, l'U-884 (en), fut achevé mais gravement endommagé par une bombe américaine alors qu'il se trouvait encore au chantier naval. Enfin quatre autres U-boot de classe D/42 (U-885, U-886, U-887 et U-888) ne furent que partiellement construits, les contrats ayant été annulés le 30 septembre 1943.  

## Source
- (en) Site en anglais traitant très largement des U-Boot